# NGC 1317
NGC 1317 је спирална галаксија у сазвежђу Пећ која се налази на NGC листи објеката дубоког неба.
Деклинација објекта је - 37° 6' 12" а ректасцензија 3h 22m 44,2s. Привидна величина (магнитуда) објекта NGC 1317 износи 11,1 а фотографска магнитуда 12,0. Налази се на удаљености од 16,9000 милиона парсека од Сунца. NGC 1317 је још познат и под ознакама NGC 1318, ESO 357-23, MCG -6-8-6, FCC 22, IRAS 03208-3716, PGC 12653.